# Воробйов Володимир Петрович
Володи́мир Петро́вич Воробйо́в (27 липня 1876, Одеса — 31 жовтня 1937, Харків) — видатний вчений-анатом, основоположник української наукової школи анатомів, один з організаторів Українського інституту експериментальної медицини ім. І. І. Мечникова, заслужений професор СРСР, академік АН УРСР, завідувач кафедри анатомії Харківського медичного інституту.

## Життєпис
В. П. Воробйов народився 13 (27) липня 1876 року в Одесі Одесі в заможній родині купця. Він молодша дитина і єдиний син серед восьми дітей. У 1886 р Володимира зарахували до Рішельєвської гімназії — найстарішого і привілейованого середнього навчального закладу міста. Вирішальне значення у виборі майбутньої професії зіграв брат матері — відомий лікар Теофіл Гнатович Вдовиковський. У 1897 році закінчив гімназію та вступив до медичного факультету Імператорського Харківського університету. Вже на першому курсі Володимир захопився анатомією і незабаром став улюбленим учнем професора Олексія Костянтиновича Бєлоусова, який читав повний курс нормальної анатомії.
В 1903 році закінчив з відзнакою медичний факультет університету й працював помічником прозектора на кафедрі анатомії, у 1906 році став прозектором. В 1908 році захистив докторську дисертацію «Иннервация сухожилий у человека».
У 1908—1910 роках читав курс нормальної анатомії студентам медичного факультету Харківського Університету. У 1910 році почав читати курс анатомії для слухачок Жіночого медичного інституту Харківського медичного товариства, де у 1916 році затверджений у званні професора. У 1918 році В. П. Воробйов обраний професором кафедри нормальної анатомії Харківського університету, яку очолював до 1937 року.
У 1919—1921 роках читав курс анатомії людини в Софійському університеті, видав підручник, створив анатомічний музей (1920). Болгарські вчені вважають його одним з фундаторів медичного факультету Софійського університету, засновником кафедри анатомії та медичної морфологічної науки в Болгарії, яка носить ім'я В. П. Воробйова.
З 1921 року і до кінця життя завідував кафедрою Харківського медичного інституту.
У 1924 році він (єдиний у країні) удостоєний звання Заслуженого професора СРСР. В. П. Воробйов — один із засновників Українського інституту експериментальної медицини, де завідував відділом морфології та був заступником директора з науки (1927—1937).
У 1927 році за роботи з анатомії професор удостоєний премії ім. В. І. Леніна.
У 1932 році Володимир Петрович заснував у Харкові на кафедрі анатомії перший в світі «Музей становлення людини». У 1934 році В. П. Воробйов обраний академіком АН УРСР і нагороджений орденом Леніна.
Володимир Петрович обирався депутатом Харківської обласної ради, був членом Всеукраїнського Центрального Виконавчого Комітету УРСР (1935), багатьох медичних товариств та редакційних колегій журналів, у роботі яких брав активну участь.
В. П. Воробйов помер після операції 31 жовтня 1937 року у Харкові. Прах поховано на 13-му міському кладовищі.

## Наукова та педагогічна робота
В. П. Воробйов створив в Харківському медичному інституті найбільшу наукову школу анатомів, яка посіла провідне місце в розвитку цієї науки. Одним з перших почав розробку функціональної динамічної анатомії. Відкрив нові закони структурної організації нервової системи. Створив принципово новий метод макромікроскопічного дослідження, який дозволив вивчати будову окремих структурних частин на цілісному організмі. Вчений є основоположником стереоморфології, автором методу вшитих електродів для хронічних досліджень периферичної нервової системи. Академік розкрив закономірності розподілу нервових волокон на серці, вперше в науці описав шість нервових сплетінь серця, а також проводив дослідження іннервації шлунка.
В. П. Воробйов запропонував нову методику збереження тіл і органів померлих (разом з біохіміком Б. І. Збарським і колегами виконав бальзамування тіла В. І. Леніна у 1924 р.).
Вчений є автором побудованого на основі нових підходів «Атласа анатомии человека» у п'яти томах, який виданий після його смерті (1938—1942).
Опублікував більше 70 наукових праць, зокрема:
- Исследование нервной системы человека и животных. Методика исследования нервных элементов макро-микроскопической области. — Берлін, 1925 (німецькою мовою)[1];
- Анатомія людини. — Т. 1. — Харків, 1934.
- Короткий підручник анатомії людини: Т. 1 — 2. — Київ, 1936—1938.
- Атлас анатомии человека: Т. 1 — 5. — Москва — Ленинград, 1946—1948.
- Избранные труды. — Ленинград, 1958.

## Нагороди та відзнаки
- Заслужений професор СРСР (1924 р.);
- Премія ім. В. І. Леніна (1927 р.);
- Орден Леніна (1934 р.);
- Академік АН УРСР (1934 р.)[3].

## Вшанування пам'яті
Ім'ям академіка названа вулиця у Харкові. 29 квітня 2024 року Провулку Воробйова було повернуто історичну назву Скрипниківський.
Пам'ятна дошка на честь В. П. Воробйова встановлена на фасаді кафедри анатомії людини Харківського національного медичного університету за адресою проспект Незалежності, 12: «В цьому будинку з 1903 по 1937 рр. працював видатний український вчений академік В. П. Воробйов».
За його ініціативою на проспекті Науки, 4 (колишній Леніна) збудований морфологічний — тепер головний корпус Харківського національного медичного університету. У 2000 р. на території університету відкрито пам'ятник — бюст видатному анатому, науковцю, викладачу.
Ім'я вченого до 26 липня 2024 року носила вулиця в Одесі, на якій розташовані численні медичні заклади.
- Пам'ятник академіку В. П. Воробйову в Харкові
- Погруддя В. П. Воробйова на Алеї вчених медичної академії в Дніпрі
- Могила В. П. Воробйова на 13-му міському цвинтарі у Харкові